# Asedio del Castillo Uozu
El asedio del Castillo Uozu (魚津城の戦い Uozu-jō no tatakai?) de 1582 fue parte de una disputa con relación a las fronteras entre dos daimyōs del período Sengoku de la historia de Japón. Los ejércitos de Oda Nobunaga y del clan Uesugi, liderados por Uesugi Kagekatsu, se enfrentaron en la provincia de Etchu.
Buscando asegurar las posesiones de Nobunaga, Shibata Katsuie y Sassa Narimasa, dos de sus principales generales, cabalgaron al corte del Castillo Toyama y asediaron tanto Uozu como el Castillo Matsukura con 16.000 soldados.
El Castillo Uozu cayó el 3 de junio de 1582, aunque Nobunaga moriría tres días después en Kioto durante el «Incidente de Honnō-ji».